# Kuntinaru
Kuntinaru es un género extinto de armadillo clamifórido tolipeutino que vivió en Bolivia, a finales del período Oligoceno (era del Deseadense). Es conocido del holotipo MNHN-SAL 1024, un cráneo que carece del ápice del rostro y el paratipo MNHN-SAL 3, un segundo cráneo que también carece del final del rostro, ambos descubiertos en Salla, en el departamento La Paz, Bolivia. Fue nombrado por Guillaume Billet, Lionel Hautier, Christian de Muizon y Xavier Valentin en el año de 2011 y la especie tipo es Kuntinaru boliviensis.